# Karl Muck
Karl Muck (22 d'octubre de 1859 - 3 de març de 1940) fou un director d'orquestra alemany.
Va néixer a Darmstadt, i va estudiar filologia clàssica a Heidelberg. Un primerenc interès per la música el va portar a prendre classes de piano. Després d'obtenir el seu doctorat, va entrar al Conservatori de Leipzig. Va començar a dirigir el 1884 i va dirigir orquestres a Zúric, Brno, Salzburg, Graz i Praga. El 1892 va començar a dirigir l'Òpera Reial de Berlín on va romandre fins al 1912. En aquell temps també va dirigir el Festival Wagner a Bayreuth i també va treballar amb l'Orquestra Filharmònica de Viena.
Es va convertir en director de l'Orquestra Simfònica de Boston en 1912. Va ser considerat un director modern i aventurer i va ser responsable de la direcció de l'orquestra en enregistraments històrics per a la Victor Talking Machine Company a Camden, Nova Jersey, el 1917. Tanmateix, en 1918, els seus sentiments progermànics li van crear problemes, especialment quan va rebutjar dirigir l'Himne Nacional dels Estats Units en un concert durant la Primera Guerra Mundial. En una increïble cadena d'esdeveniments, Muck va ser arrestat i va anar a presó del Fort Oglethorpe a Geòrgia fins al final de la guerra. Va deixar els Estats Units, per no tornar, i va dirigir l'Orquestra Filharmònica d'Hamburg.
Muck va realitzar més enregistraments i va aparèixer regularment a Bayreuth, on les seves interpretacions definitives de Richard Wagner van establir un alt estàndard que va ser només modificat per les aparicions històriques d'Arturo Toscanini el 1930, la primera vegada que un director no alemany va participar en el festival.
Com a professor en la Hochschule de Berlín, va tenir entre els seus alumnes més coneguts a Ferdinand Leitner. Conegut per la seva aproximació a la música autocràtica però poderosa, Muck va morir a Stuttgart.